# Magericyon
Il magericione (gen. Magericyon) è un mammifero carnivoro estinto, appartenente agli anficionidi. Visse nel Miocene superiore (circa 10 - 9 milioni di anni fa) e i suoi resti fossili sono stati ritrovati in Europa (Spagna).

## Descrizione
L'aspetto di questo animale doveva essere vagamente simile a quello di un grosso felino particolarmente robusto, ma il cranio ricorda quello di un canide o di un urside. Al contrario della maggior parte degli altri anficionidi, Magericyon possedeva una dentatura di tipo ipercarnivoro, con canini appiattiti lateralmente, terzo premolare inferiore a radice singola, assenza dei secondi premolari e di un metaconide sui molari inferiori, e riduzione del secondo molare superiore. La zona della scapola e della zampa anteriore mostrava caratteristiche primitive, come un acromion scapolare con una proiezione caudoventrale ridotta e una fossa postscapolare.

## Classificazione
Il genere Magericyon venne descritto per la prima volta nel 2008, sulla base di fossili ritrovati nel sito di Batallones in Spagna. La specie tipo è Magericyon anceps, ma allo stesso genere è stata attribuita anche la specie M. castellanus, descritta nel 1981 e attribuita inizialmente al genere Amphicyon. Magericyon fa parte della famiglia degli anficionidi, un gruppo di carnivori molto diffusi tra l'Eocene e il Miocene, che occuparono diverse nicchie ecologiche. Magericyon è l'ultimo anficionide noto in Europa occidentale, ma le sue caratteristiche sono miste: se da una parte la dentatura era molto specializzata, dall'altra la morfologia dell'arto anteriore e della scapola era più primitiva; sembra che Magericyon fosse strettamente imparentato allo stesso Amphicyon.

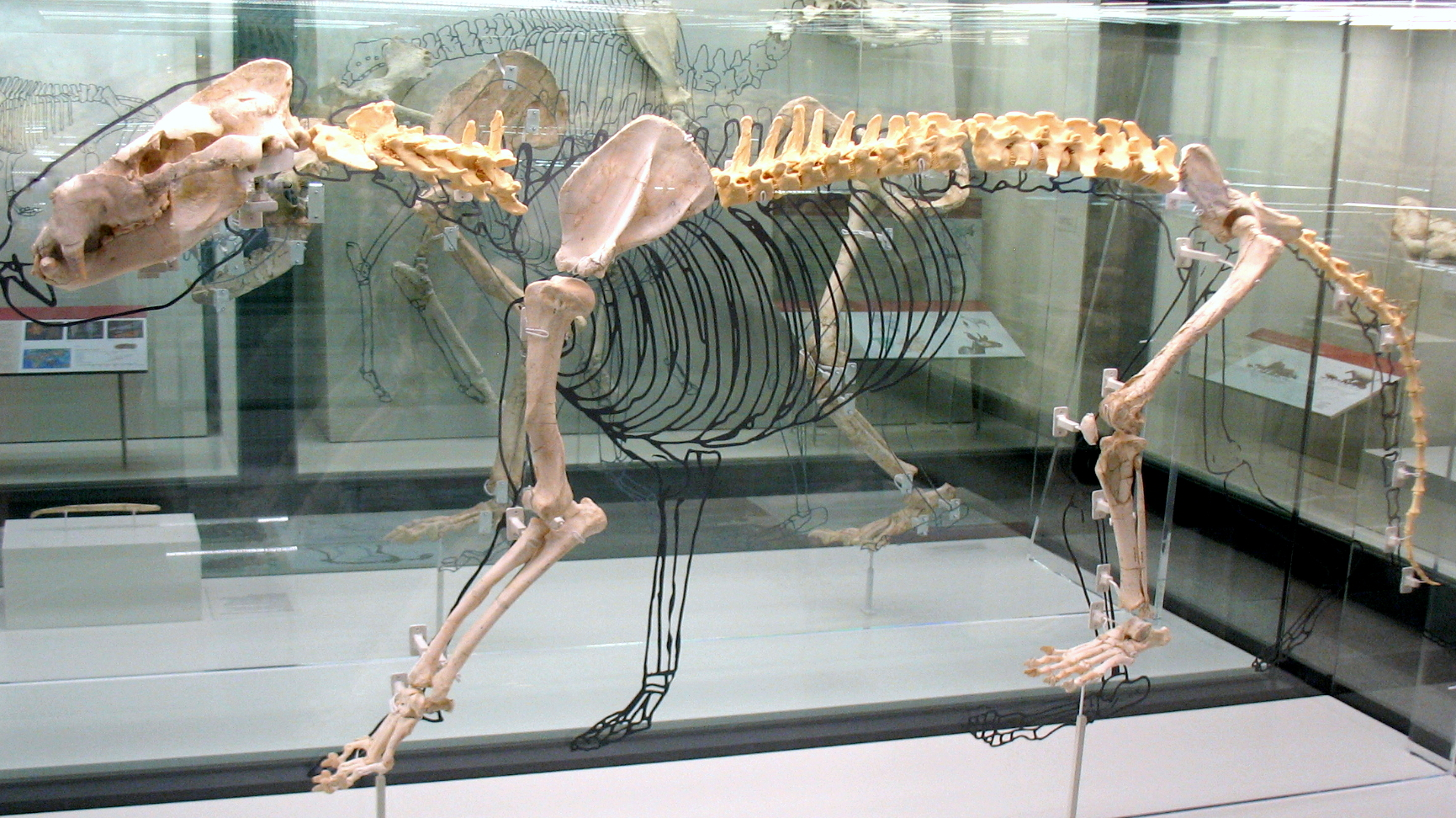
Scheletro di Magericyon anceps

## Paleobiologia
Magericyon occupava una nicchia ecologica differente rispetto a quella di altri anficionidi, come i più grandi Amphicyon e Ysengrinia (simili a orsi) o Daphoenodon e Temnocyon del Nordamerica, marcatamente corridori. Probabilmente Magericyon viveva in modo simile a quello dei grandi felidi attuali, con rapidi agguati verso prede di grosse dimensioni.